# Tadao Horie
Tadao Horie (堀江忠男?, Horie Tadao; Hamamatsu, 13 settembre 1913 – Nakano, 29 marzo 2003) è stato un calciatore giapponese, di ruolo difensore.